# Веригін Валерій Борисович
Валерій Борисович Веригін (7 червня 1941, Каримське, Каримський район, Читинська область, РРФСР, СРСР — 1995, Київ, Україна) — український радянський футболіст, нападник або півзахисник.

## Спортивна кар'єра
Вихованець київської футбольної школи «Юний динамівець». З вісімнадцяти років у дублі київського «Динамо». За основний склад дебютував 7 травня 1961 року, у грі з кишиневською «Молдовою» (3:1). Того сезону кияни вперше здобули перемогу в чемпіонаті СРСР, а Валерій Веригін провів ще два матчі: проти московського «Спартака» (0:2) і тбіліського «Динамо» (1:0). Основним гравцем «динамівців» був у 1964 році, коли команда здобула кубок Радянського Союзу.
У розпалі наступного сезону перейшов до донецького «Шахтаря», але отримав травму і пропустив повністю 1966 рік. По одному сезону захищав кольори горлівського і знову донецького «Шахтарів». З 1968 по 1970 рік виступав за армійську команду з столиці України. У першому сезоні став кращим бомбардиром СКА — 18 забитих м'ячів. Всього в елітній лізі радянського футболу провів 57 матчів, забив 8 м'ячів.

## Досягнення
- Володар кубка СРСР (1): 1964[3]

## Статистика
| Сезон              | Команда             | Чемпіонат | Чемпіонат | Чемпіонат | Кубок | Кубок |
| Сезон              | Команда             | Ліга      | Ігри      | Голи      | Ігри  | Голи  |
| ------------------ | ------------------- | --------- | --------- | --------- | ----- | ----- |
| 1961               | «Динамо» (Київ)     | Д-1       | 3         | 0         | 1     | 0     |
| 1962               | «Динамо» (Київ)     | Д-1       | 12        | 3         | —     | —     |
| 1963               | «Динамо» (Київ)     | Д-1       | 7         | 0         | —     | —     |
| 1964               | «Динамо» (Київ)     | Д-1       | 18        | 3         | 4     | 1     |
| 1965               | «Динамо» (Київ)     | Д-1       | 9         | 1         | 1     | 0     |
| 1965               | «Шахтар» (Донецьк)  | Д-1       | 5         | 1         | —     | —     |
| 1967               | «Шахтар» (Горлівка) | Д-3       |           | 6         | —     | —     |
| 1968               | «Шахтар» (Донецьк)  | Д-1       | 3         | 0         | —     | —     |
| 1968               | СКА (Київ)          | Д-2       | 30        | 18        | 3     | 1     |
| 1969               | СКА (Київ)          | Д-2       | 34        | 6         | 1     | 0     |
| 1970               | СКА (Київ)          | Д-2       | 26        | 6         | 2     | 1     |
| Загалом за кар'єру | Загалом за кар'єру  | Д-1       | 57        | 8         | 12    | 3     |